# Чимрова, Светлана Михайловна
Светла́на Миха́йловна Чимро́ва (род. 15 апреля 1996, Москва) — российская пловчиха, многократный призёр чемпионатов мира, многократный чемпион и призер Европы, участница двух Олимпийских и. Многократная рекордсменка России и рекордсменка Европы в эстафетном плавании. Заслуженный мастер спорта.

## Биография
В 2009 году выполнила норматив мастера спорта.
В январе 2013 года было присвоено спортивное звание «Мастер спорта России международного класса».
В апреле 2013 года на кубке России завоевала золото на 100-метровке и выполнила норматив на чемпионат мира. На чемпионате России победила на 100-метровке, установив новый рекорд России (58,22).
На чемпионате мира 2013 года в Барселоне Светлана в составе российской эстафетной четвёрки завоевала бронзу в комплексной эстафете 4×100 м.
В индивидуальном плавании баттерфляем на дистанции 50 м не отобралась в финал, а на 100-метровке не вышла в полуфинал.
в 2013 году на чемпионате Европы в эстафете завоевала бронзу на дистанции 4х50 вольным стилем.
в 2015 году на Универсиаде завоевала серебро на дистанции 50 метров баттерфляем.
в 2016 году установив новый рекорд страны, отобралась на Олимпийские игры в Рио.
14 апреля 2017 года победила на чемпионате России на дистанции 100 метров баттерфляем, установив рекорд страны — 57,17 секунды, а также победила на дистанции 200 и 50 баттерфляем. Представляла Россию на чемпионате мира 2017 на этой дистанции и заняла 7-е место с результатом 57,24. На дистанциях 200 м и 50 м баттерфляем не смогла пробиться в полуфиналы с результатами 2:09,86 и 26,49. Завоевала серебро на дистанции 4х100 комплексным плаванием.
в 2018 году на дистанциях 100 и 200 метров стала чемпионкой. Выполнила норматив на чемпионат Европы.
В 2018 году на чемпионате Европы стала второй на дистанции 100 метров баттерфляем, также стала второй на дистанции 200 метров баттерфляем. В смешанной комбинированной эстафете 4х100 завоевала серебро, в комбинированной эстафете 4х100 взяла золото.
В мае 2021 года на чемпионате Европы, который состоялся в Венгрии, на дистанции 200 метров баттерфляем завоевала бронзовую медаль, показав время в финальном заплыве 2:08,55. В эстафетах завоевала серебро на дистанции 4х100 (комплексная) и бронзу на дистанции 4х100 "комплексная смешанная).
В 2021 году отобралась на Олимпийские игры в Токио. Прошла в финал на дистанции 200 метров баттерфляем и стала пятой.
в 2021 году установила новый рекорд России на дистанции 200 баттерфляем на ISL.
в 2021 году на чемпионате Европы завоевала золото.
Имеет воинское звание «лейтенант».
Представляет ГБУ СШ «Косино».